# Dúbrava (Žilina)
|  | Per a altres significats, vegeu «Dúbrava». |

Dúbrava és un poble i municipi d'Eslovàquia que es troba a la regió de Žilina, al centre-nord del país.

## Història
La primera menció escrita de la vila es remunta al 1372.

## Demografia
| Godina             | 1994 | 2004   | 2014   | 2024   |
| ------------------ | ---- | ------ | ------ | ------ |
| Nombre de persones | 1373 | 1294   | 1246   | 1192   |
| Diferència         |      | −5,75% | −3,70% | −4,33% |

| Godina             | 2023 | 2024 |
| ------------------ | ---- | ---- |
| Nombre de persones | 1192 | 1192 |
| Diferència         |      | +0%  |